# Ithycyphus blanci
Espèce
Statut de conservation UICN

 DD  : Données insuffisantes
Ithycyphus blanci est une espèce de serpents de la famille des Lamprophiidae. 

## Répartition
Cette espèce est endémique de Madagascar.

## Étymologie
Cette espèce est nommée en l'honneur de Charles Pierre Blanc.

## Publication originale
- Domergue, 1988 : Notes sur les serpents de la région malgache. 8. Colubridae nouveaux. Bulletin du Muséum national d’Histoire Naturelle de Paris, vol. 10, no 1, p. 135-146.